# Avenida de Pablo Gargallo

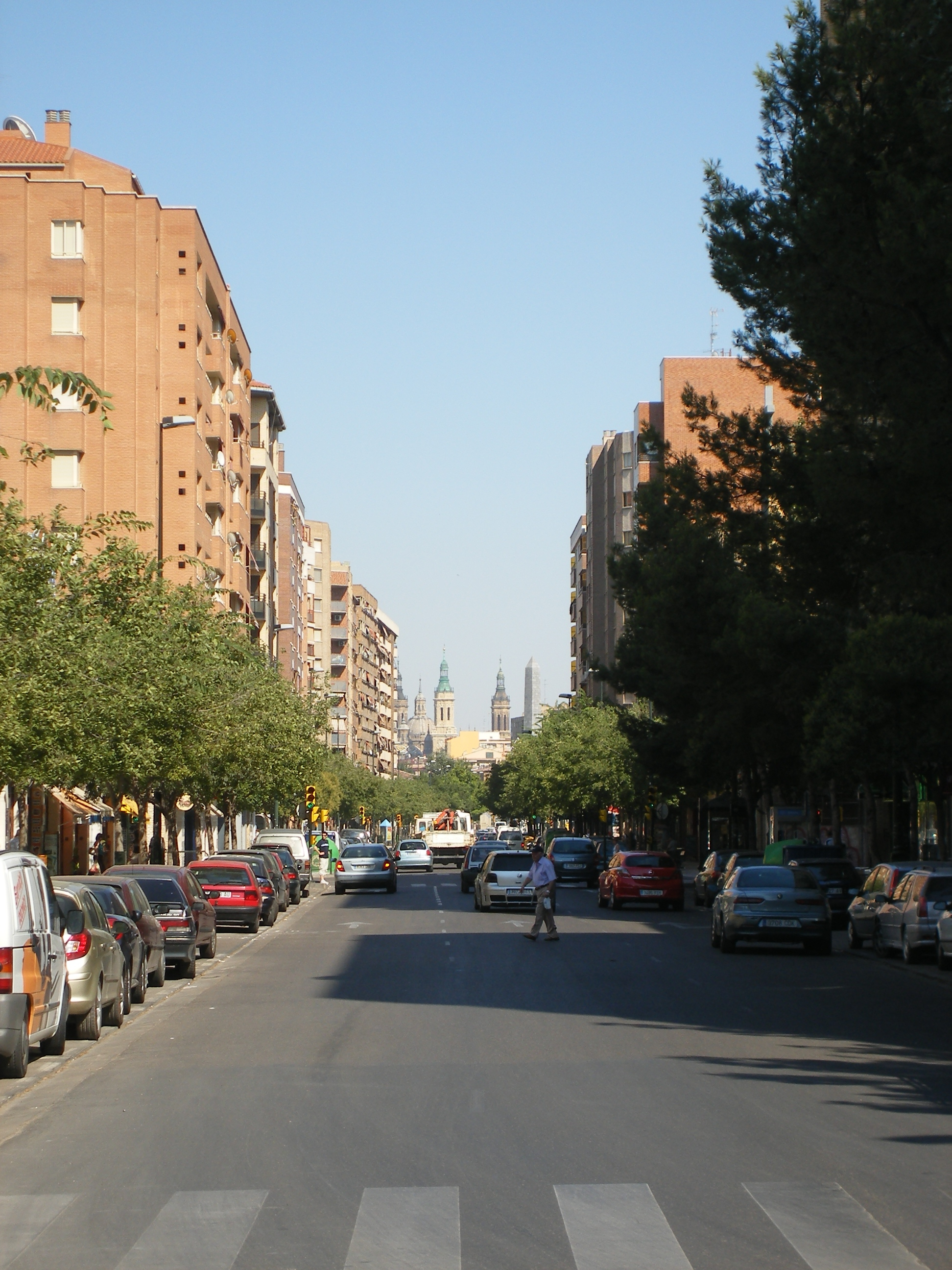
Avenida de Pablo Gargallo desde la intersección con la Avenida Puerta Sancho, al fondo se ven algunas torres de la Basílica del Pilar y el obelisco de la Plaza Europa.

La avenida de Pablo Gargallo es la principal avenida del barrio de La Almozara en Zaragoza (Aragón). La avenida lo recorre a lo largo el barrio, desde la plaza de Europa hasta la calle de Francia, en la cual está ubicada una rotonda que enlaza con el Puente del Tercer Milenio de la Z-30 (que une el barrio con el Actur, atravesando la Exposición Internacional de 2008).

## Historia
La avenida en un principio solo llegaba hasta el cruce con la avenida Puerta de Sancho, pero al expandirse el barrio hacia el oeste (el polígono Puerta Sancho), fue prolongada hasta el final de lo que hoy en día es el barrio.